# Der er ingen der venter på os
Der er ingen der venter på os er det sjette studiealbum fra den danske popsanger Tue West. Det blev udgivet den 4. marts 2016.
Musikmagasinet GAFFA gav albummet tre ud af seks stjerner. I november måned blev albummet nomineret til "Årets udgivelse" ved Danish Music Awards Folk.

## Trackliste
1. "Vi fik ikke nogen besked"
2. "Lov mig det"
3. "Vil du så lære mig det"
4. "Et liv er en idé"
5. "Intermezzo ved Havet"
6. "Der er ingen der venter på os"
7. "God til at bruge tid på det der gør lidt ondt"
8. "Vi føler os aldrig rigtig hjemme"